# Ichneumon invisus
Ichneumon invisus är en stekelart som beskrevs av Peter Friedrich Ludwig Tischbein 1874. Ichneumon invisus ingår i släktet Ichneumon och familjen brokparasitsteklar. Inga underarter finns listade i Catalogue of Life.